# Euscorpius amorgensis
Espèce
Euscorpius amorgensis est une espèce de scorpions de la famille des Euscorpiidae.

## Distribution
Cette espèce est endémique des Cyclades en Grèce. Elle se rencontre sur Amorgós.

## Description
Le mâle holotype mesure 25,32 mm et la femelle paratype 23,97 mm.

## Étymologie
Son nom d'espèce, composé de amorg[os] et du suffixe latin -ensis, « qui vit dans, qui habite », lui a été donné en référence au lieu de sa découverte, Amorgós.

## Publication originale
- Tropea, Fet, Parmakelis, Kotsakiozi & Stathi, 2017 : Redescription of Euscorpius tauricus (C.L. Koch, 1837), with the description of two new related species from Greece (Scorpiones: Euscorpiidae). Ecologica Montenegrina, no 7, p. 614-638 (texte intégral).